# Aquinas College (Grand Rapids)
L'Aquinas College è un'università privata di indirizzo cattolico con sede a Grand Rapids, nello stato americano del Michigan.
Le origini del college si ricollegano con quelle del Novitiate Normal School aperto nel 1886 a Traverse City dalle suore domenicane della Congregazione di Nostra Signora del Sacro Cuore per la formazione delle religiose dell'istituto destinate a diventare insegnanti nelle scuole parrocchiali della diocesi di Grand Rapids. Nel 1922 l'istituto fu riformato, prese il nome di Sacred Heart College ed iniziò ad ammettere studentesse che non si preparavano alla vita religiosa.
Prese il nome di Aquinas College nel 1939 in onore di san Tommaso d'Aquino.